# Cuneo
Cuneo (piemontesisk Coni) er en by i Italien. Cuneo er hovedstad i provinsen Cuneo i regionen Piemonte og har cirka 55.000 indbyggere.
Byen ligger ved foden af De maritime Alper ved floden Stura di Demonte hvor den løber ud fra Valle Stura. Nabokommunerne er Boves, Cervasca, Vignolo, Beinette, Peveragno, Castelletto Stura, Caraglio og Tarantasca.

## Eksterne henvisniner
- Informastion om Cuneo
- Parco Fluviale Gesso e Stura Arkiveret 26. juni 2009 hos  Wayback Machine

- Wikimedia Commons har flere filer relateret til Cuneo

1. ↑  demo.istat.it (fra Wikidata).